# Harvard Film Archive

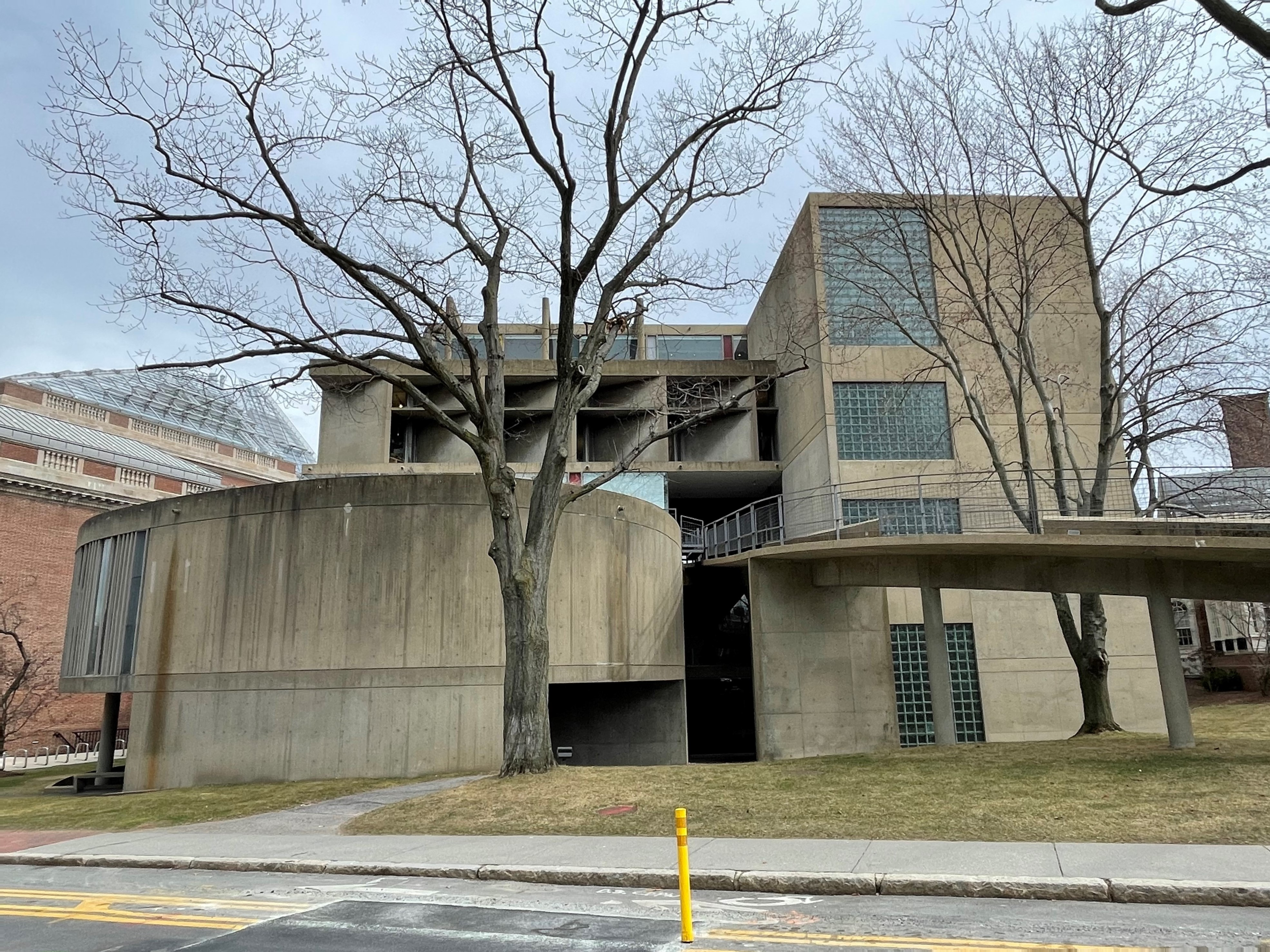
O Carpenter Center, centro onde se encontra o Harvard Filme Archive

O Harvard Film Archive (HFA) (em português: Arquivo Cinematográfico de Harvard) é um arquivo cinematográfico e uma sala de cinema situada no Centro Carpenter de Artes Visuais da Universidade de Harvard em Cambridge, Massachusetts. Dedicado à recompilação, conservação e exibição de filmes, o HFA alberga uma coleção a mais de 25.000 filmes, além de vídeos, fotos, cartazes e outros objetos cinematográficos de todo mundo e de quase todos os períodos da história do cinema. A cinemateca do HFA projeta filmes semanalmente em sua sala de 188 lugares. Também mantém um centro de conservação de filmes cerca de Central Square, em Cambridge. O Harvard Filme Archive ganhou o Prêmio Webby 2020 a uma instituição cultural na categoria site.

## História
O arquivo foi fundado em 1979 por Robert Gardner, Vlada K. Petric e Stanley Cavell no Departamento de Estudos Visuais e Ambientais de Harvard, com subvenções da Fundação Henry Luze e o Fundo Nacional para as Humanidades. Inaugurou-se a 16 de março de 1979 com a projeção do filme muda de Ernst Lubitsch de 1925, Lady Windermere's Fan, adaptação ao cinema da faz de teatro homónima de Oscar Wilde.
O primeiro conservador do arquivo foi Vlada K. Petric, que ampliou a colecção e estabeleceu as projeções regulares durante todo o ano. Aposentou-se em 1995 e em 1999 Bruce Jenkins assumiu o cargo. Em janeiro de 2005, o decano da Faculdade de Artes e Ciências de Harvard, William C. Kirby, anunciou que o arquivo seria absorvido pela Harvard College Library e gerido pela Biblioteca de Belas Artes. Isto provocou certa preocupação na comunidade de Harvard sobre o futuro do arquivo e sua programação. Jenkins demitiu pouco depois do anúncio. Em setembro de 2006, o especialista em cinema, Haden Guest, converteu-se no novo diretor do arquivo. Enfrentou-se à preocupação de que a absorção dos arquivos na Biblioteca afetasse às suas projeções públicas de filmes.

## Coleção
A colecção de filmes abarca a história do cinema desde a época do cinema mudo até à atualidade, e inclui filmes de Hollywood, documentários, animação, curta-metragem, filmes de série B e de longa-metragem de todo mundo. É a maior coleção de filmes de 35 mm da Nova Inglaterra. A coleção cresce a uma média de 15 a 20 filmes ao ano e contém algumas raridades, como algumas das únicas cópias nos Estados Unidos de vários filmes do director sérvio Dusan Makavejev. Também conta com uma ampla coleção de cinema alemão e o Fundo Cinematográfico de Baviera doa cópias dos filmes que financia. Depois da morte do cineasta Karen Aqua, o arquivo recebeu mais de 300 de suas obras, tanto terminadas como inacabadas.
Como arquivo, a missão fundamental do mesmo consiste em conservar, restaurar e expor as cópias da coleção. Dá prioridade à conservação «fotograma a fotograma» do filme para conseguir manter a autenticidade e a estética guardada nos arquivos.